# Зарашув
Зарашув (пол. Zaraszów) — село в Польщі, у гміні Бихава Люблінського повіту Люблінського воєводства.
Населення — 233 особи (2011).
У 1975-1998 роках село належало до Люблінського воєводства.

## Демографія
Демографічна структура станом на 31 березня 2011 року:
|          | Загалом | Допрацездатний вік | Працездатний вік | Постпрацездатний вік |
| -------- | ------- | ------------------ | ---------------- | -------------------- |
| Чоловіки | 126     | 30                 | 77               | 19                   |
| Жінки    | 107     | 22                 | 59               | 26                   |
| Разом    | 233     | 52                 | 136              | 45                   |